# Joachim Werner (remero)
Joachim Werner (Berlín, 19 de julio de 1939-Berlín, 10 de julio de 2010) fue un deportista alemán que compitió para la RFA en remo.
Participó en los Juegos Olímpicos de Tokio 1964, obteniendo una medalla de oro en la prueba de cuatro con timonel. Ganó dos medallas en el Campeonato Europeo de Remo, oro en 1963 y plata en 1964.

## Palmarés internacional
| Representando al Equipo Alemán Unificado |                          |                  |                    |
| Juegos Olímpicos                         |                          |                  |                    |
| Año                                      | Lugar                    | Medalla          | Prueba             |
| 1964                                     | Tokio (Japón)            | Medalla de oro   | Cuatro con timonel |
| Representando a la RFA                   |                          |                  |                    |
| Campeonato Europeo                       |                          |                  |                    |
| Año                                      | Lugar                    | Medalla          | Prueba             |
| 1963                                     | Copenhague (Dinamarca)   | Medalla de oro   | Cuatro con timonel |
| 1964                                     | Ámsterdam (Países Bajos) | Medalla de plata | Cuatro con timonel |